# Canal Roeselare-Leie
El Canal Roeselare-Leie (també anomenat Mandelkanaal) a Bèlgica enllaça la ciutat de Roeselare amb el Leie a Ooigem, un nucli del municipi de Wielsbeke. Fa part de la xarxa de les vies navegables per una llargada de 15,512 km de classe IV fins al port de Roeselare i de classe II enllà. El canal segueix la vall del Mandel, un petit afluent del Leie, fins a la sortida d'Ingelmunster, on pren una drecera. De 2010 a 2011, el volum del transport de mercaderies al canal va créixer d'uns cinc per cent cap a 3,7 milions de tones.

## Història

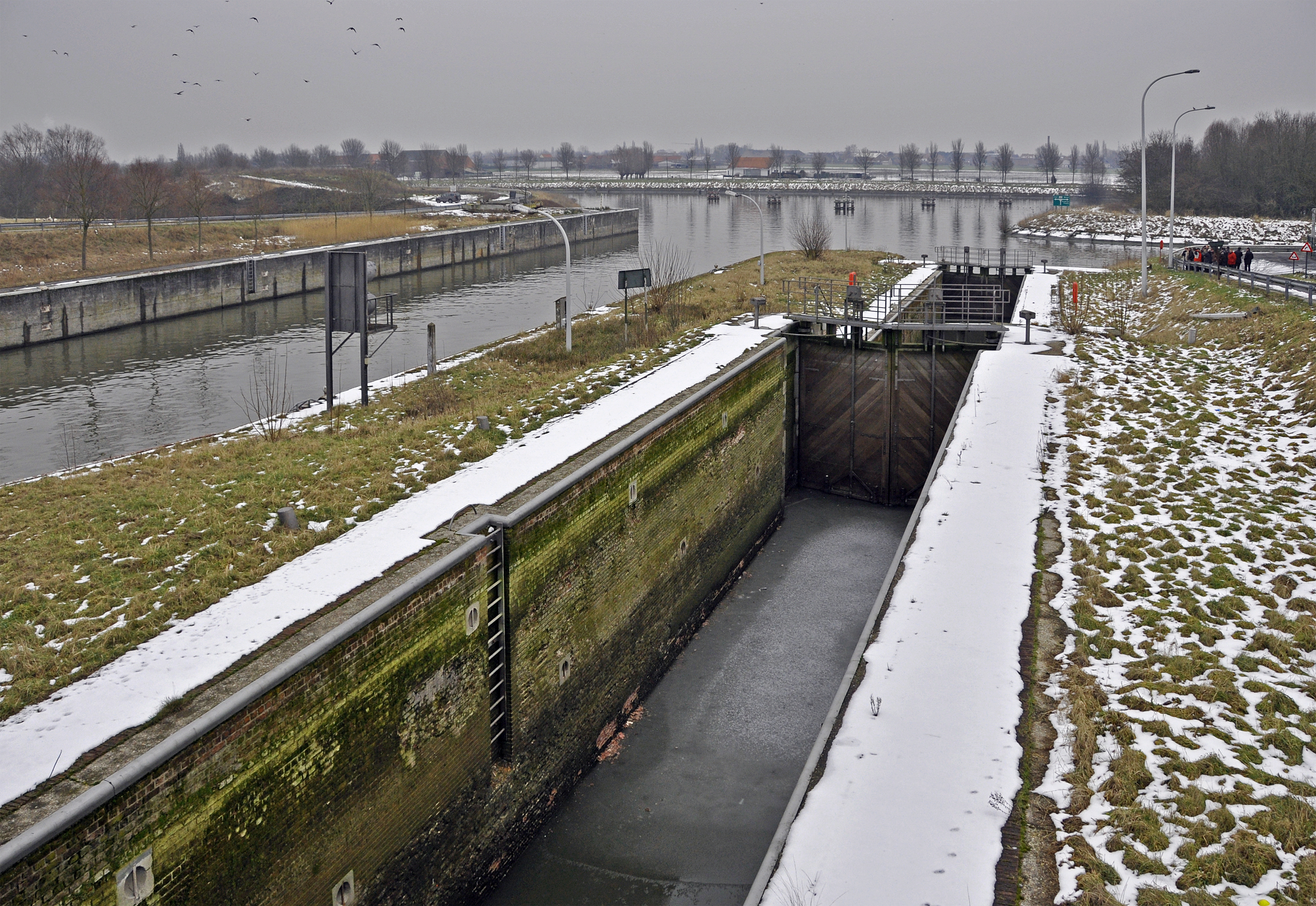
Dos dels tres esglaons de l'antiga resclosa (dreta), cap a avall i la nova entrada del canal a l'esquerra

El canal va excavar-se al segle xix segons la norma de Freycinet amb una capacitat d'embarcacions fins a 300 tones. Als inicis, es va construir una «escala de tres rescloses» des del 1865 a la desembocadura del canal al Leie, l'única manera amb les possibilitats tècniques d'aquesta època de vèncer un desnivell de 7,50 metres.
De 1967 a 1980 el canal va modernitzar-se i ara té una capacitat de 1350 tones, una nova resclosa més gran i de pas més ràpid va construir-se el 1970 al costat de l'antiga escala, que vers la fi del segle xx va ser llistada com a monument. Després d'una restauració va tornar a funcionar i ara serveix per a la navegació esportiva.

## Geografia
El canal connecta els municipis de Roeselare, Izegem, Ingelmunster i Wielsbeke amb el Leie, i així amb tots els ports importants de Bèlgica i del Nord de França. Moltes fàbriques s'han establert als marges del canal: Vandemoortele (olis), Spano (panys de fibra), Soubry (pasta), Hanekop i Debaillie (pàbul de bestiar)… 
Hi ha un projecte econòmic de construir un port de contenidors i un projecte turístic per a explotar els marges verds per a activitats recreatives (pesca, cicloturisme…).

## Rescloses i altres infraestructures
Des del 1973, per a la navegació comercial, hi ha només una resclosa amb un desnivell de 7,5m a la desembocadura al riu Leie. L'antiga esclosa triple va conservar-se com a monument d'arqueologia industrial.

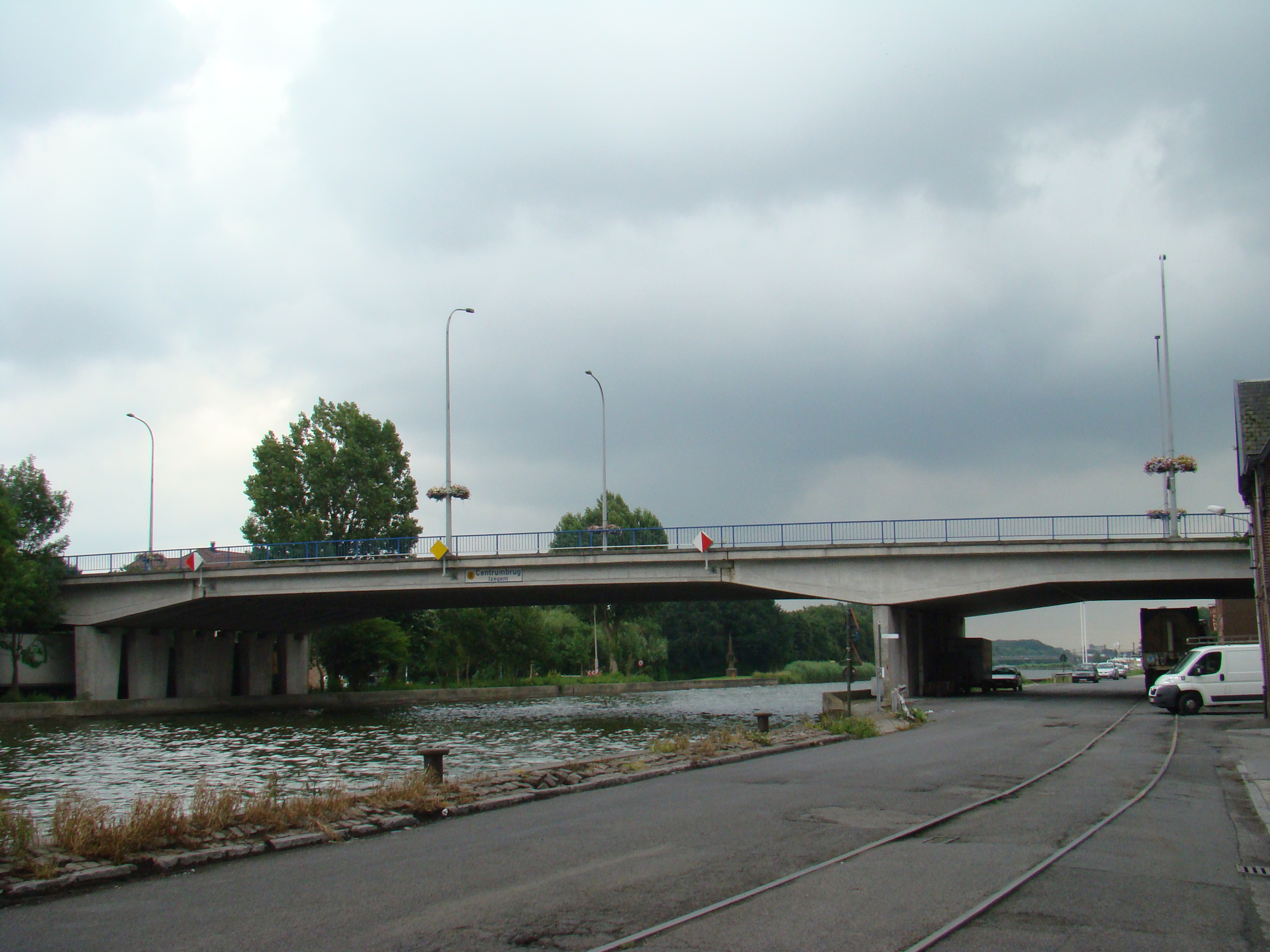
El canal a Izegem
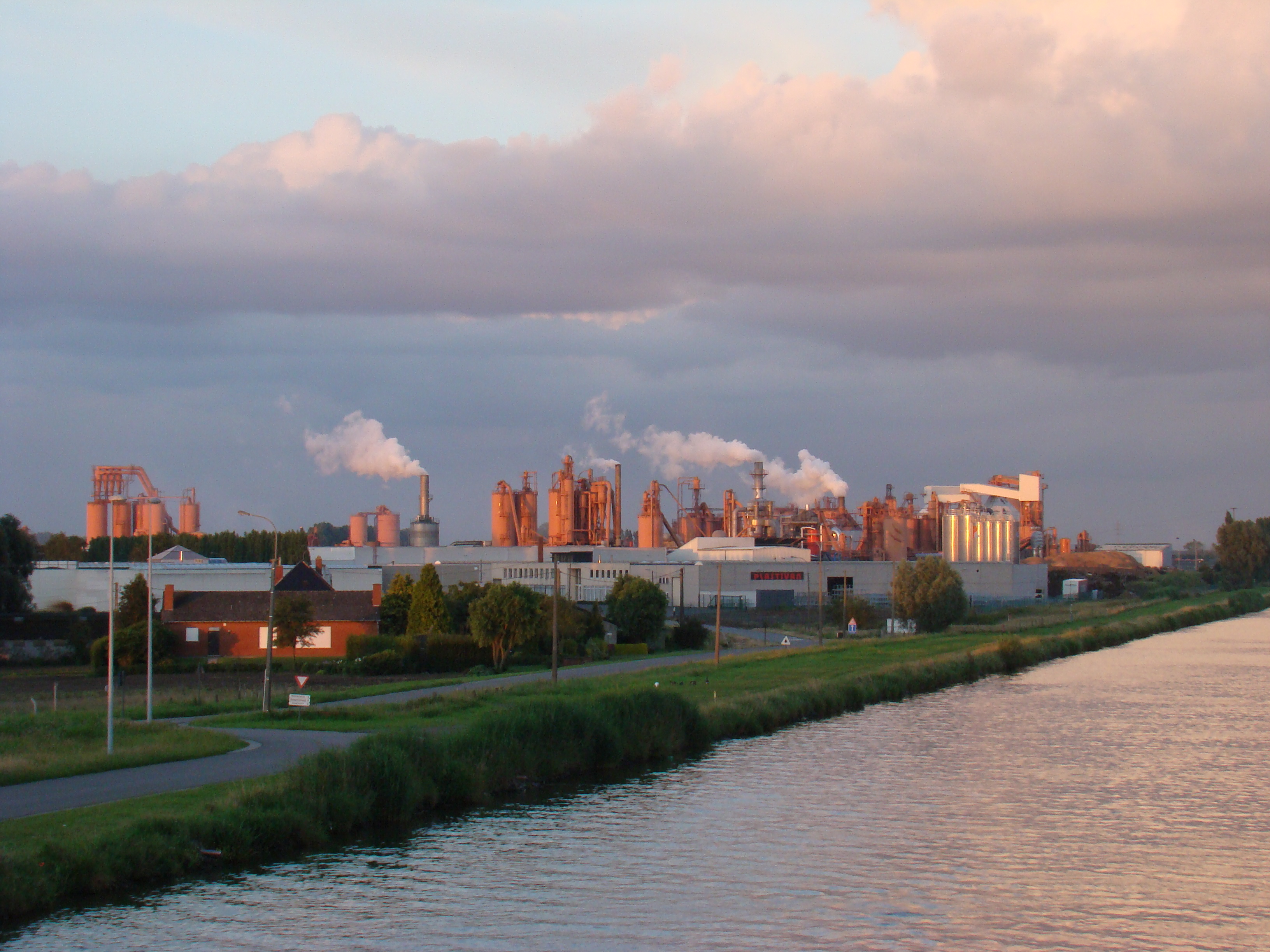
El canal i la fàbrica Spano
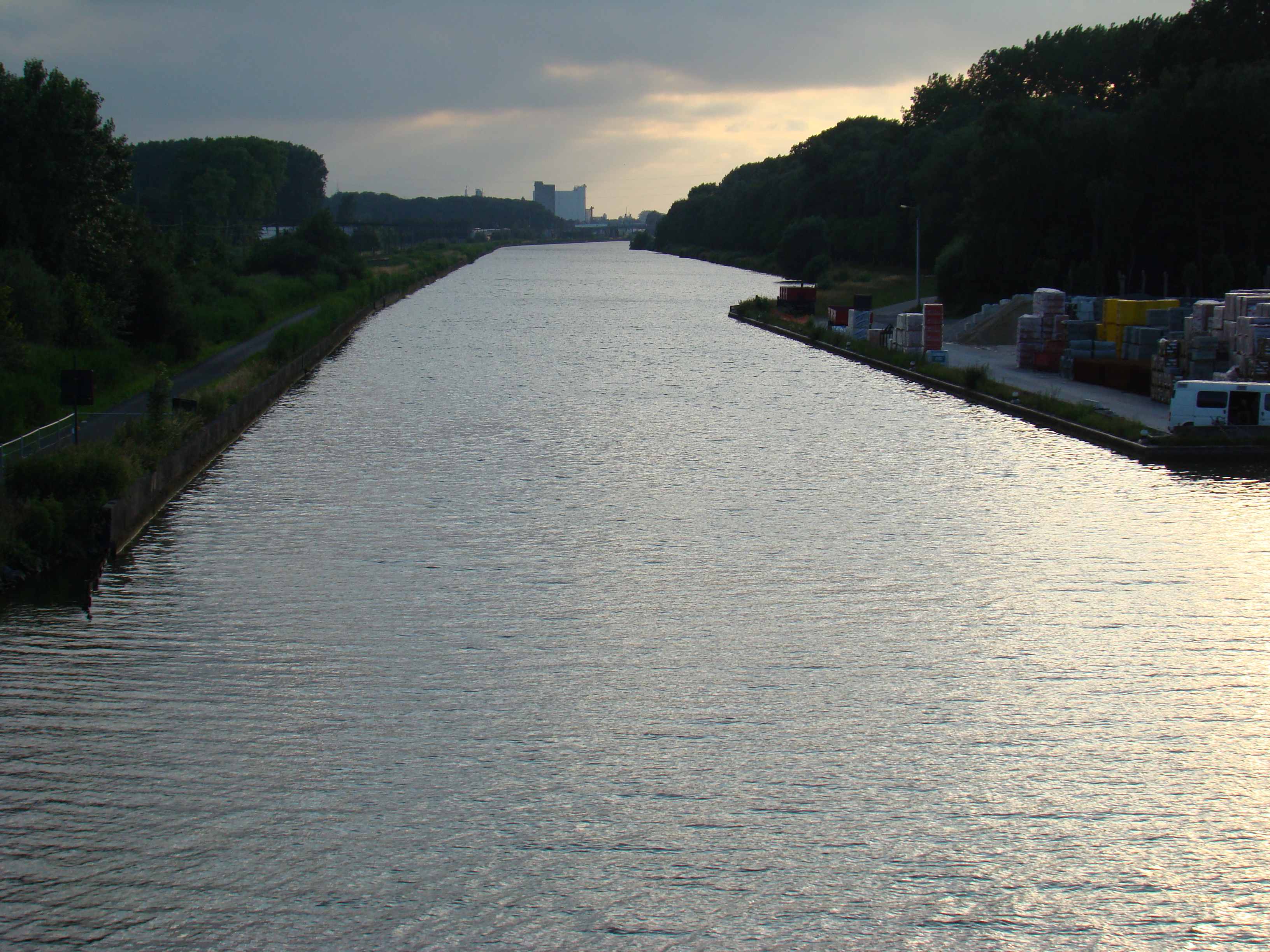
El canal a Ingelmunster
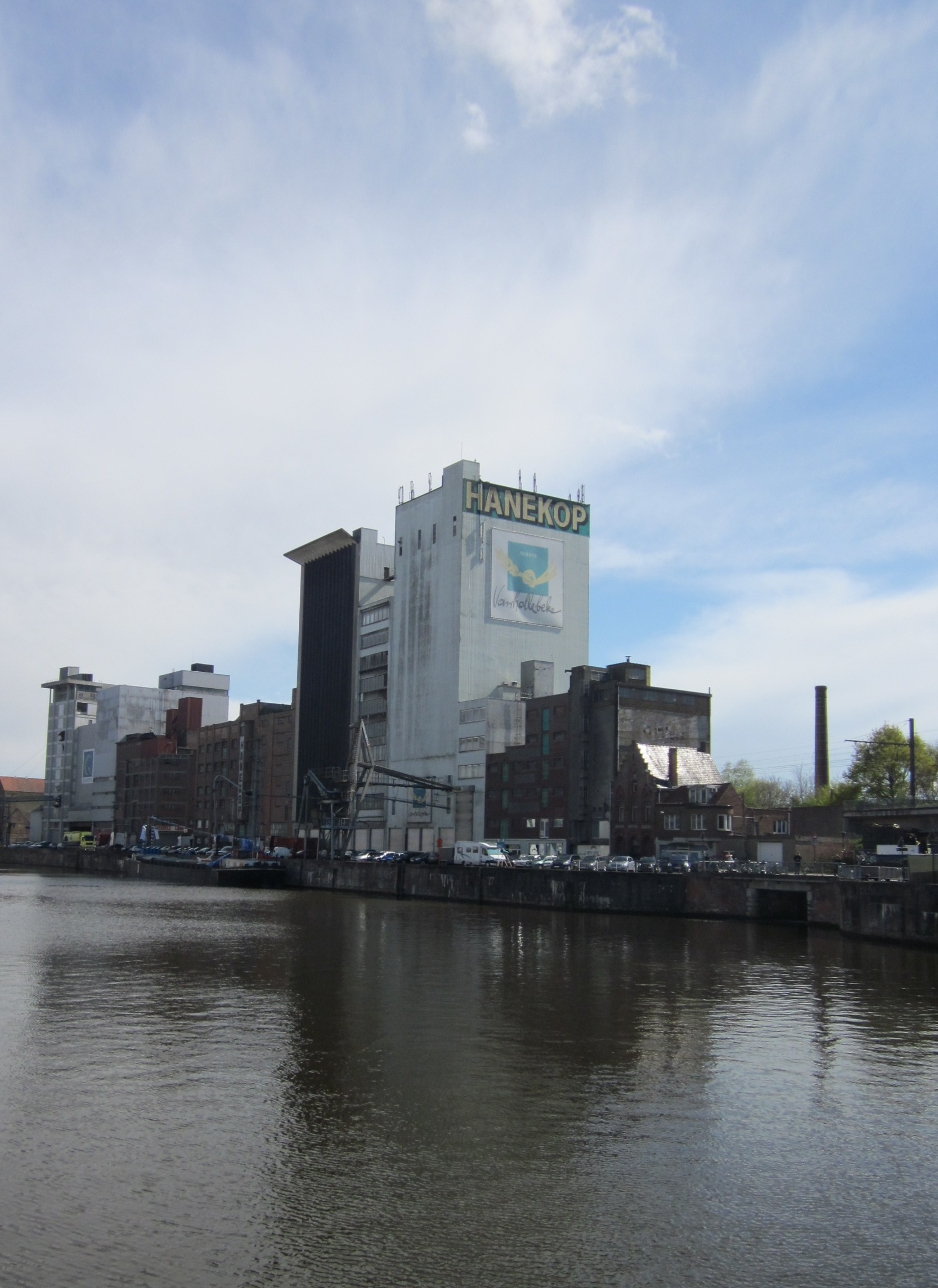
El port de Roeselare

## Renlaços externs
- Mapa detallat del canal
- Sèrie de fotos Arxivat 2014-02-24 a Wayback Machine. al web del Milieuboot